# Marc-Philipp Kochendörfer
Marc-Philipp Kochendörfer (* 1974 in Stuttgart) ist ein deutscher Schauspieler.

## Leben
Marc-Philipp Kochendörfer, der in Stuttgart aufwuchs, absolvierte von 1997 bis 2001 sein Schauspielstudium an der Hochschule für Musik und Theater Zürich. Für seine Diplomrollen wurde er dort mit dem Dr. Emil-und-Emmie-Oprecht-Preis ausgezeichnet.
Bereits vor seiner Ausbildung hatte er 1996/97 ein Engagement am Staatstheater Stuttgart. Nach seinem Studium war er in der Spielzeit 2001/02 am Landestheater Tübingen engagiert, wo er u. a. Graf Dunois, Laertes und die Titelrolle in Heiner Müllers Schauspiel Die Hamletmaschine spielte.
Zur Spielzeit 2002/03 wechselte er an das Badische Staatstheater Karlsruhe und blieb dort insgesamt neun Jahre bis 2011 festes Ensemblemitglied. Dort arbeitete er u. a. mit den Regisseuren Hasko Weber, Crescentia Dünßer, Siegfried Bühr und Thomas Schulte-Michels. Wichtige Hauptrollen Kochendörfers waren Silvio in Diener zweier Herren, Sebastian in Was ihr wollt, der Michael Kohlhaas in einem Solo-Abend, Odysseus in Penthesilea und der Großinquisitor in Don Karlos.
Es folgten Engagements am Pathos Theater München und an den Landshuter Kammerspielen. Seit 2012 tritt Kochendörfer regelmäßig am Metropoltheater München auf. Immer wieder gastiert er seit der Spielzeit 2013/14 auch am Theater Aalen. In der Spielzeit 2014/15 übernahm er dort die Titelrolle in einer Neuinszenierung von Dantons Tod.
Kochendörfer stand auch für einige Film- und TV-Produktionen vor der Kamera. Er übernahm Rollen in verschiedenen Krimireihen (Tatort, Polizeiruf 110) und hatte mehrere Episodenrollen in TV-Serien. In der 20. Staffel der ZDF-Serie Die Rosenheim-Cops (2020) übernahm  er eine Episodennebenrolle als Koch und tatverdächtiger Mitarbeiter einer Event-Agentur.
Kochendörfer, der auch ausgebildeter Mentaltrainer ist, lebt seit 2010 als freier Schauspieler in München.

## Filmografie (Auswahl)
- 2006: Tatort: Aus der Traum (Fernsehreihe)
- 2013: Der Bergdoktor: Lügen und Wahrheiten (Fernsehserie, eine Folge)
- 2017: Die Chefin: Prager Kristalle (Fernsehserie, eine Folge)
- 2018: Alles ist gut (Kinofilm)
- 2019: Flucht durchs Höllental (Fernsehfilm)
- 2019: Polizeiruf 110: Der Ort, von dem die Wolken kommen (Fernsehreihe)
- 2019: SOKO München: Tod eines Kochs (Fernsehserie, eine Folge)
- 2020: Tatort: Unklare Lage (Fernsehreihe)
- 2020: Der Alte: Chancenlos (Fernsehserie, eine Folge)
- 2020: Die Rosenheim-Cops: Der Tote im Gefrierfach (Fernsehserie, eine Folge)

## Hörspiele (Auswahl)
- 2002: Egon Gramer: Ego-Event: Stell dich nicht an – stell dich aus! (Philosoph) – Regie: Helga Siegle (Mundart und Musik – SWR)